# Aleksander Krzyżanowski

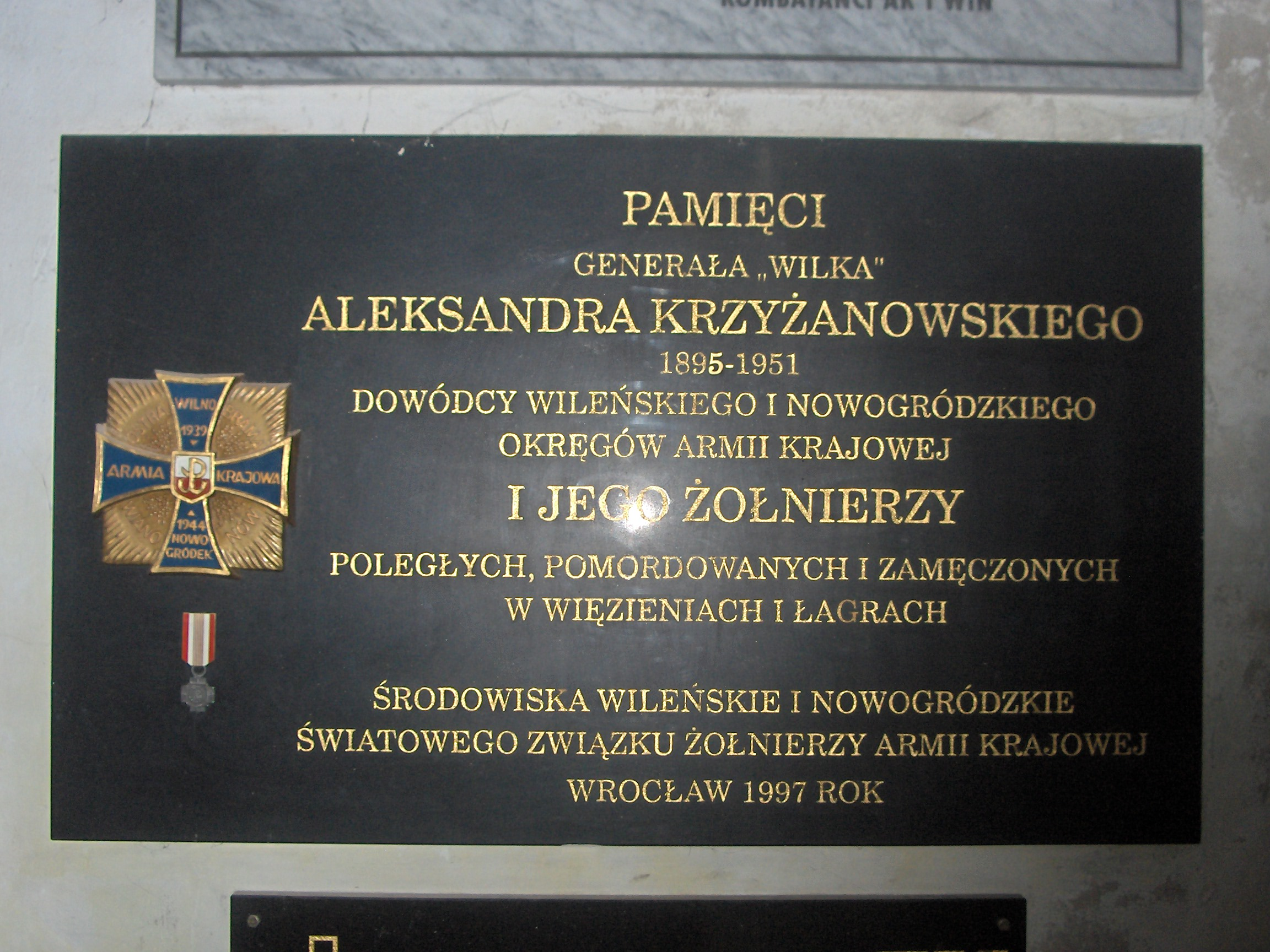
Tablica pamiątkowa ku czci gen. Aleksandra Krzyżanowskiego „Wilka” i jego żołnierzy z AK (bazylika św. Elżbiety we Wrocławiu)

Aleksander Krzyżanowski, ps. „Wilk”, „Wesołowski”, „Dziemido”, „Jan Kulczycki” (ur. 6 lutego?/18 lutego 1895 w Briańsku, zm. 29 września 1951 w Warszawie) – pułkownik artylerii Wojska Polskiego, oficer Służby Zwycięstwu Polski, Związku Walki Zbrojnej, komendant Okręgu Wileńskiego Armii Krajowej, więzień polityczny okresu stalinowskiego.

## Życiorys

### Młodość i udział w I wojnie światowej
Urodził się jako syn Jakuba i Zofii Wilamowskiej-Knobelsdorf. Był bratem majora Karola Krzyżanowskiego. Wychowywał się w patriotycznej atmosferze. Uczył się w gimnazjum w Homlu. W 1914 jego rodzina przeniosła się do Petersburga. Uczęszczał tam do XII Gimnazjum Klasycznego. Jesienią 1916 rozpoczął studia na Wydziale Elektromechanicznym Instytutu Technologicznego. Jednakże jeszcze jako student I roku został powołany do armii rosyjskiej. Na początku 1917 został skierowany na półroczny kurs do Konstantynowskiej Szkoły Artylerii w Piotrogrodzie, który ukończył w stopniu chorążego. W lipcu 1917 otrzymał przydział do 18 Syberyjskiego dywizjonu artylerii polowej, wchodzącego w skład 6 Korpusu Syberyjskiego.
W październiku 1917 przeniósł się do I Korpusu Polskiego dowodzonego przez gen. Józefa Dowbor-Muśnickiego. Początkowo służył w Legii Oficerskiej, a od kwietnia 1918 w I Brygadzie Artylerii, jako młodszy oficer. Po rozwiązaniu Korpusu przez Niemców na przełomie maja i czerwca tego roku przyjechał do Warszawy, gdzie rozpoczął studia na Uniwersytecie Warszawskim. W przełomowych dniach listopadowych 1918 brał udział w rozbrajaniu żołnierzy niemieckich.

### Udział w wojnie polsko-bolszewickiej
W tym samym miesiącu wstąpił do odradzającego się Wojska Polskiego, po czym został skierowany na kilkunastodniowy kurs oficerski do Dęblina, który ukończył w stopniu podporucznika. Początkowo pozostawał w dyspozycji Departamentu Technicznego Ministerstwa Spraw Wojskowych jako oficer do zleceń. W połowie grudnia 1918 otrzymał przydział do 3 pułku artylerii ciężkiej, z którym w kwietniu 1919 wyruszył na front. Za męstwo na polu walki został odznaczony Krzyżem Walecznych i awansowany do stopnia porucznika. Na froncie pozostawał do września 1919, a następnie otrzymał skierowanie na dwumiesięczny kurs dla dowódców baterii artylerii w Rembertowie. Po jego ukończeniu powrócił do pułku, który w międzyczasie przemianowany został na 1 pułk artylerii ciężkiej. W pułku objął stanowisko pierwszego oficera baterii. W styczniu 1920 uczestniczył w ciężkich walkach pod Dyneburgiem. Od lutego tego roku zaliczono go do korpusu oficerów służby stałej. Od 17 marca tego roku pełnił obowiązki dowódcy 5 baterii. 7 grudnia tego roku II dywizjon został przemianowany na 21 dywizjon artylerii ciężkiej. W tym dywizjonie był pierwszym oficerem 2 baterii (dawna 5 bateria), a następnie dowódcą 3 baterii (dawna 6 bateria). 21 grudnia 1920 dywizjon został dyslokowany z Fordonu do Niepołomic.

### Kariera wojskowa w II RP
15 czerwca 1921 został odkomenderowany do Szkoły Strzelania Artylerii w Toruniu na 3-miesięczny kurs dowódców baterii. 1 września 1921 21 dywizjon artylerii ciężkiej został przemianowany na II dywizjon 5 pułku artylerii ciężkiej i dyslokowany do Krakowa, do koszar im. generała Józefa Bema. Po powrocie z kursu, od 20 września 1921 do 12 listopada 1923 dowodził 6 baterią. Od 12 listopada 1923 do 17 kwietnia 1924 przebywał na kursie w Centralnej Wojskowej Szkole Gimnastyki i Sportu w Poznaniu. Od 18 kwietnia do 30 lipca 1924 był adiutantem I dywizjonu 5 pac. Od 31 lipca do 28 października 1924 ponownie dowodził baterią.
W październiku 1924 został przeniesiony do Artyleryjskiej Komisji Doświadczalnej w Rembertowie, gdzie został referentem balistyki zewnętrznej. W grudniu tego roku został awansowany na stopień kapitana. Po roku otrzymał z kolei przydział do Instytutu Badań Materiałów i Uzbrojenia, w którym pracował kolejno na stanowiskach: referenta balistyki zewnętrznej, dowódcy kompanii obsługi i szefa pracowni broni małokalibrowej. W sierpniu 1926 wyjechał służbowo na półtoramiesięczną podróż do Francji, Włoch i Czechosłowacji. W marcu 1927 ożenił się z Janiną Łopińską. W końcu lata 1929 został przeniesiony do 15 pułku artylerii polowej w Bydgoszczy, w którym objął funkcję dowódcy 6 baterii. Wiosną 1931 został odkomenderowany na 5-miesięczny kurs dla dowódców dywizjonów artylerii do Szkoły Strzelania Artylerii. Po powrocie do jednostki początkowo był komendantem szkoły podoficerskiej w pułku, a w lutym 1932 został dowódcą dywizjonu. W tym samym roku uczestniczył w kursie doskonalącym dla kapitanów w Centrum Wyszkolenia Piechoty w Rembertowie i kursie taktycznym dla dowódców dywizjonów w Centrum Wyszkolenia Artylerii w Toruniu. Na przełomie 1933 i 1934 ponownie objął dowództwo pułkowej szkoły podoficerskiej. W lutym 1934 otrzymał awans na stopień majora. Od kwietnia tego roku dowodził III dywizjonem w 20 pułku artylerii lekkiej w Prużanie. Na początku 1935 objął dowództwo I dywizjonu 12 pułku artylerii lekkiej w Tarnopolu. W 1938, po zatargu z dowódcą 12 DP, płk. Gustawem Paszkiewiczem, został przeniesiony na stanowisko dowódcy I dywizjonu 26 pułku artylerii lekkiej w Skierniewicach w składzie 26 DP.

### Udział w wojnie obronnej 1939
Z chwilą wybuchu wojny obronnej 1939 26 DP wchodziła w skład Armii „Poznań"” pod dowództwem gen. Tadeusza Kutrzeby. Początkowo zajmowała ona pozycje na płd. brzegu Noteci, następnie została wycofana pod Inowrocław. 6 września przeszła do Armii „Pomorze” gen. Władysława Bortnowskiego jako jej odwód. Żołnierze 26 DP, a wśród nich mjr Krzyżanowski, uczestniczyli w bitwie nad Bzurą, m.in. w uderzeniu na Łowicz. Po rozbiciu polskich jednostek przez Niemców mjr Krzyżanowski zebrał grupę ocalałych żołnierzy, przedostał się z nią w Góry Świętokrzyskie i tam ponownie podjął walkę z wojskami niemieckimi. Jego oddział został jednak rozbity w połowie października w rejonie Świętej Katarzyny.

### Początkowy okres konspiracji

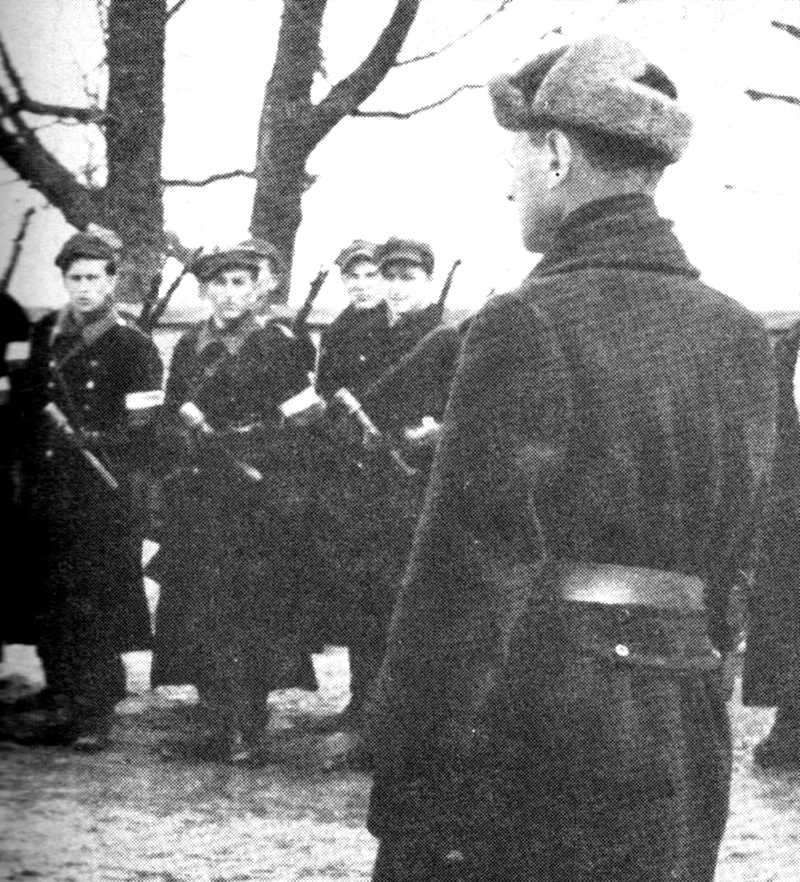
Ppłk „Wilk” przed frontem oddziałów w styczniu 1944

W 2. połowie października 1939 przedostał się do Warszawy. Związał się z niedawno powstałą Służbą Zwycięstwu Polski, na czele której stał gen. Michał Karaszewicz-Tokarzewski. Już w listopadzie tego roku został wysłany na Wileńszczyznę w celu podporządkowania lokalnych siatek konspiracyjnych SZP. Przybył na miejsce prawdopodobnie na początku 1940. Na przełomie marca i kwietnia tego roku został szefem sztabu i zastępcą komendanta Okręgu, ppłk. Nikodema Sulika. Wkrótce wileńskie SZP przemianowano na ZWZ. 31 marca 1941 Naczelny Wódz awansował go na stopień podpułkownika.
Po aresztowaniu przez NKWD w połowie kwietnia tego roku komendanta Okręgu Wileńskiego ZWZ przejął faktycznie dowodzenie organizacją. W sierpniu 1941, po zajęciu Wilna przez wojska niemieckie, komendant główny ZWZ, gen. bryg. Stefan Rowecki zatwierdził go na stanowisku komendanta Okręgu. Jesienią 1942 podjął rozmowy z przedstawicielami litewskiej konspiracji niepodległościowej, wznowione następnie na przełomie 1943/1944, które jednak rozbiły się o kwestię przynależności państwowej Wileńszczyzny. Pod koniec 1943 nawiązał także kontakty z Białorusinami, ale i one zakończyły się niepowodzeniem.
W związku z tworzeniem od marca 1943 na Wileńszczyźnie, gdzie działała już partyzantka sowiecka, polskich oddziałów partyzanckich, podejmowano próby porozumienia w celu skoncentrowaniu wszystkich sił do walki z Niemcami, a nie ze sobą. We wspólnych rozmowach uczestniczył także Komendant Okręgu Wileńskiego AK ppłk Krzyżanowski. W ich wyniku pod koniec stycznia 1944 doszło do zawarcia umowy o zawieszeniu broni i wspólnym zwalczaniu bandytyzmu. W rzeczywistości jednak było to ze strony Sowietów posunięcie taktyczne obliczone na zyskanie czasu do rozprawy z polskim podziemiem.
Jednocześnie w tym samym czasie niemieckie władze okupacyjne wszczęły starania w celu nawiązania kontaktu z 5 Wileńską Brygadą AK dowodzoną przez mjr. Zygmunta Szendzielarza ps. „Łupaszko”. Do pierwszego spotkania – z udziałem ppłk. Krzyżanowskiego (występującego incognito) – doszło we wsi Swejginie. Nastąpiło ono bez zawiadomienia o nim KG AK oraz Delegata Rządu na woj. wileńskie. Strona polska nie zgodziła się na zawarcie porozumienia, wyrażono natomiast zgodę na dalsze kontakty. Ppłk Krzyżanowski postawił Niemcom następujące warunki: uznanie niepodległości Polski w granicach z 1939, pokrycie wszystkich strat, poniesionych przez Polskę wskutek inwazji niemieckiej, zwolnienie jeńców wojennych, więźniów obozów koncentracyjnych i wywiezionych na przymusowe roboty oraz przekazanie dla partyzantów uzbrojenia wraz z artylerią i bronią pancerną dla 30 tys. ludzi. Warunki te miały wyłącznie charakter manifestacyjno-propagandowy. Do kolejnego spotkania doszło 10 lutego 1944 w jednej z wileńskich restauracji. Ppłk Krzyżanowski liczył przede wszystkim na uzyskanie zgody na wymianę jeńców. Niemcy chcieli natomiast uczynić z oddziałów AK pomocnicze jednostki do zwalczania partyzantki sowieckiej. 12 lutego miała miejsce druga tura rozmów, na której strona polska poruszyła jedynie kwestię jeńców wojennych.
Kilka dni później ppłk Krzyżanowski wyjechał do Warszawy złożyć raport dla KG AK z przeprowadzonych rozmów i ewentualnie uzyskać ich akceptację. Komendant główny AK, gen. bryg. Tadeusz Bór-Komorowski zdecydowanie odrzucił możliwość porozumienia z Niemcami. Zalecał także powstrzymywanie się od wystąpień przeciwko partyzantce sowieckiej. Ponadto nakazał mającą niedługo wkroczyć na ziemie polskie Armię Czerwoną traktować jako sojusznika i współdziałać z nią w walce przeciwko Niemcom. Kiedy na początku marca 1944 ppłk Krzyżanowski wrócił do Wilna, odrzucił pisemnie wszelkie propozycje niemieckie i polecił ponadto wzmóc propagandę antyniemiecką.

### Walki z Litwinami
W maju 1944 doszło do walk z batalionami Litewskiego Korpusu Posiłkowego pod dowództwem gen. Povilasa Plechavičiusa, który był całkowicie podporządkowany Niemcom. Chcąc zapobiec polsko-litewskiemu konfliktowi, ppłk Krzyżanowski wysłał pismo do gen. P. Plechavičiusa z propozycją zawarcia umowy o nieagresji oraz zawieszenia dotychczasowych walk między Polakami i Litwinami. Ci odrzucili jednak polskie warunki, gdyż domagali się przede wszystkim uznania Wileńszczyzny za część Litwy i w związku z tym wycofania z niej wszystkich oddziałów AK. W rezultacie od początku maja 1944 doszło do wzajemnych walk (z osobistym udziałem ppłk. Krzyżanowskiego w części z nich), które doprowadziły w połowie maja do rozbicia litewskich oddziałów Korpusu w bitwie pod Murowaną Oszmianką.
Komendant Okręgu Wileńskiego, chcąc zneutralizować konflikt polsko-litewski przed spodziewaną rozgrywką o Wilno, wystąpił następnie do strony litewskiej o zaprzestanie wspólnych walk i ewentualne współdziałanie przeciwko Niemcom, ale ponownie zostało to przez Litwinów odrzucone. W czerwcu 1944 doszło do apogeum konfliktu. 20 czerwca oddział pomocniczej policji niemieckiej w zemście za śmierć kilku policjantów w starciu z brygadą „Łupaszki” wymordował w majątku Glinciszki 38 Polaków. W odpowiedzi ppłk Krzyżanowski rozkazał mjr. M. Potockiemu przeprowadzenie odwetowego rajdu na terytorium Litwy Kowieńskiej. Ponadto 5 Brygada AK 23 czerwca zabiła 27 mieszkańców litewskiej wsi Dubinki.

### Akcja „Burza” na Wileńszczyźnie

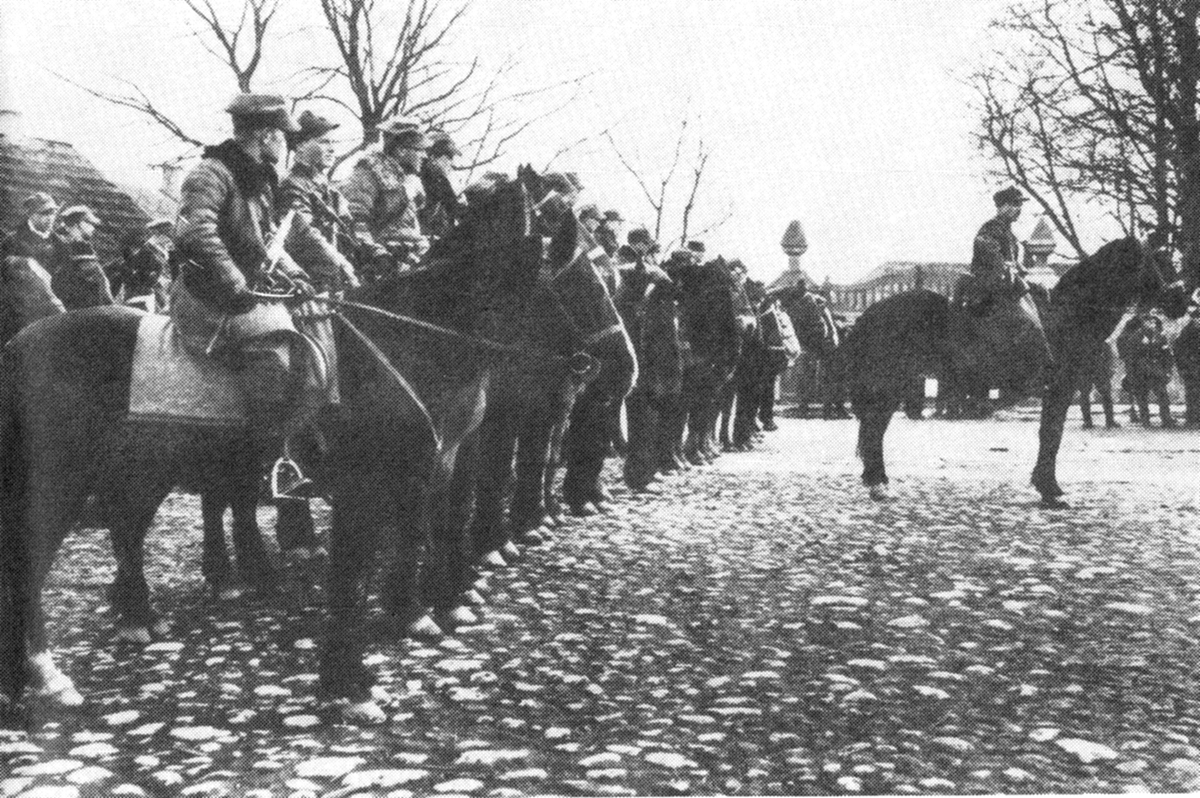
Szwadron zwiadu 3 Wileńskiej Brygady „Szczerbca”

Jednocześnie wiosną 1944 Komenda Okręgu Wileńskiego AK podjęła ostateczne przygotowania do akcji „Burza"”. W połowie kwietnia tego roku, z rozkazu ppłk. Krzyżanowskiego utworzono sztab operacyjny oddziałów partyzanckich, którego zadaniem było koordynowanie działań poszczególnych brygad AK oraz rozwijanie ich szkolenia i struktury organizacyjnej. Na początku czerwca 1944 sztab – wraz z komendantem okręgu – przeniósł się w teren, na płd. od Dziewieniszek. W połowie maja z brygad partyzanckich utworzono trzy zgrupowania bojowe: Zgrupowanie nr 1 (Wileńskie) dowodzone przez mjr. Antoniego Olechnowicza ps. „Pohorecki”, Zgrupowanie nr 2 (Północne) – mjr. Mieczysława Potockiego ps. „Węgielny” i Zgrupowanie nr 3 (Oszmiańskie) – mjr. Czesława Dębickiego ps. „Jarema”.
Początkowo strona polska nie przewidywała walk o większe miasta, gdyż obawiała się znacznych strat. Ostatecznie zmieniono jednak pierwotne ustalenia. Komendant Główny AK gen. Tadeusz Bór-Komorowski nakazał komendantom Okręgów „zajmowanie większych miejscowości po opuszczeniu ich przez Niemców, a przed wkroczeniem Rosjan”. Zajęcie Wilna miało być testem dobrej woli władz sowieckich i ich zamierzeń wobec Polski. Na gruncie lokalnym inicjatywa zdobycia Wilna wyszła od mjr. Macieja Kalenkiewicza ps. „Kotwicz”, dowódcy Zgrupowania Południe (Nadniemeńskiego) Okręgu Nowogródzkiego AK. Ppłk Krzyżanowski z entuzjazmem zaakceptował ten pomysł.
12 czerwca 1944 na odprawie w KG AK w Warszawie, na której byli ppłk Krzyżanowski i ppłk Janusz Prawdzic-Szlaski, komendant Okręgu Nowogródzkiego AK, zostało to także zaaprobowane przez Komendanta Głównego AK. Tego samego dnia gen. Bór-Komorowski upoważnił ppłk. Krzyżanowskiego do występowania w mundurze generała brygady. Miało mu to ułatwić pertraktacje z dowództwem Armii Czerwonej.
19 czerwca ppłk Krzyżanowski powrócił do Wilna. Następnego dnia w mundurze generała brygady przybył do sztabu polowego w Dziewieniszkach. 26 czerwca podpisał Rozkaz operacyjny nr 1 „Ostra Brama”, zawierający zadania dla poszczególnych zgrupowań. Tego samego dnia wydał także rozkaz do żołnierzy AK. Następne dni upłynęły mu na wizytowaniu oddziałów obu Okręgów. Szybkie posuwanie się Armii Czerwonej w stronę Wilna zmusiło go do przerwania inspekcji i powrotu do sztabu. Podczas nocnej narady z 2 na 3 lipca wyznaczył datę rozpoczęcia operacji Ostra Brama na 7 lipca wieczorem. Następnie ze sztabem operacyjnym przeniósł się bliżej Wilna, do leżących 25 km na płd.-wsch. od Wilna Wołkorabiszek.
Wobec błyskawicznej ofensywy wojsk sowieckich data uderzenia na Wilno została przyśpieszona o 24 godziny. Trudności w łączności sprawiły jednak, że nie wszystkie oddziały AK dowiedziały się o tym. 6 lipca w południe odbyła się w sztabie polowym ostatnia odprawa przed akcją. Ustalono na niej trasę przemarszu na Wilno. Wieczorem ppłk Krzyżanowski wraz z pozostałymi oficerami dotarli na przedpole miasta, kiedy trwały już walki. Jednakże następnego dnia – wobec bardzo dużej przewagi Niemców – udał się razem z wycofującymi się oddziałami z powrotem do Wołkorabiszek.

### Aresztowanie przez Sowietów

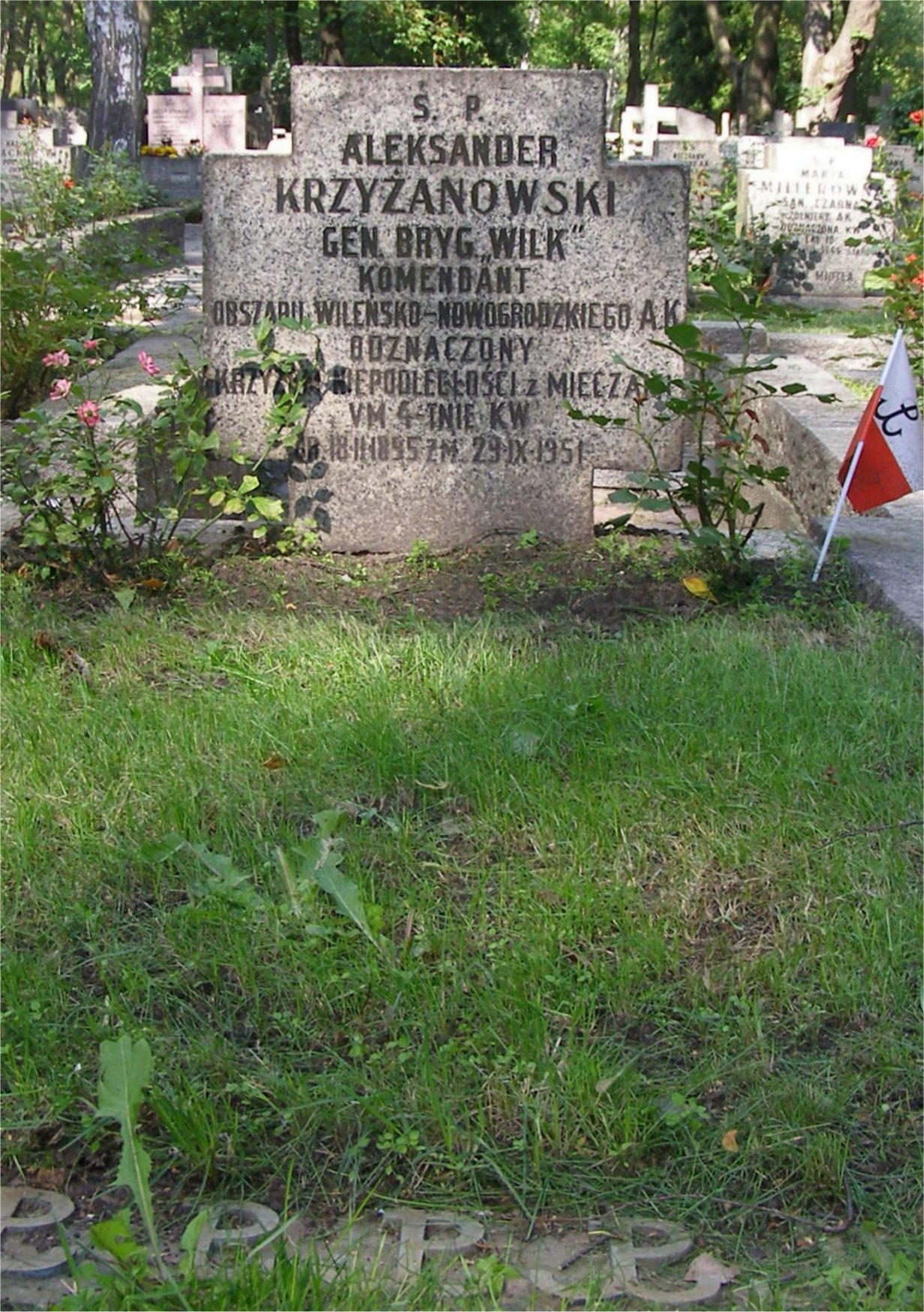
Grób gen. Aleksandra Krzyżanowskiego na Cmentarzu Wojskowym na Powązkach w Warszawie

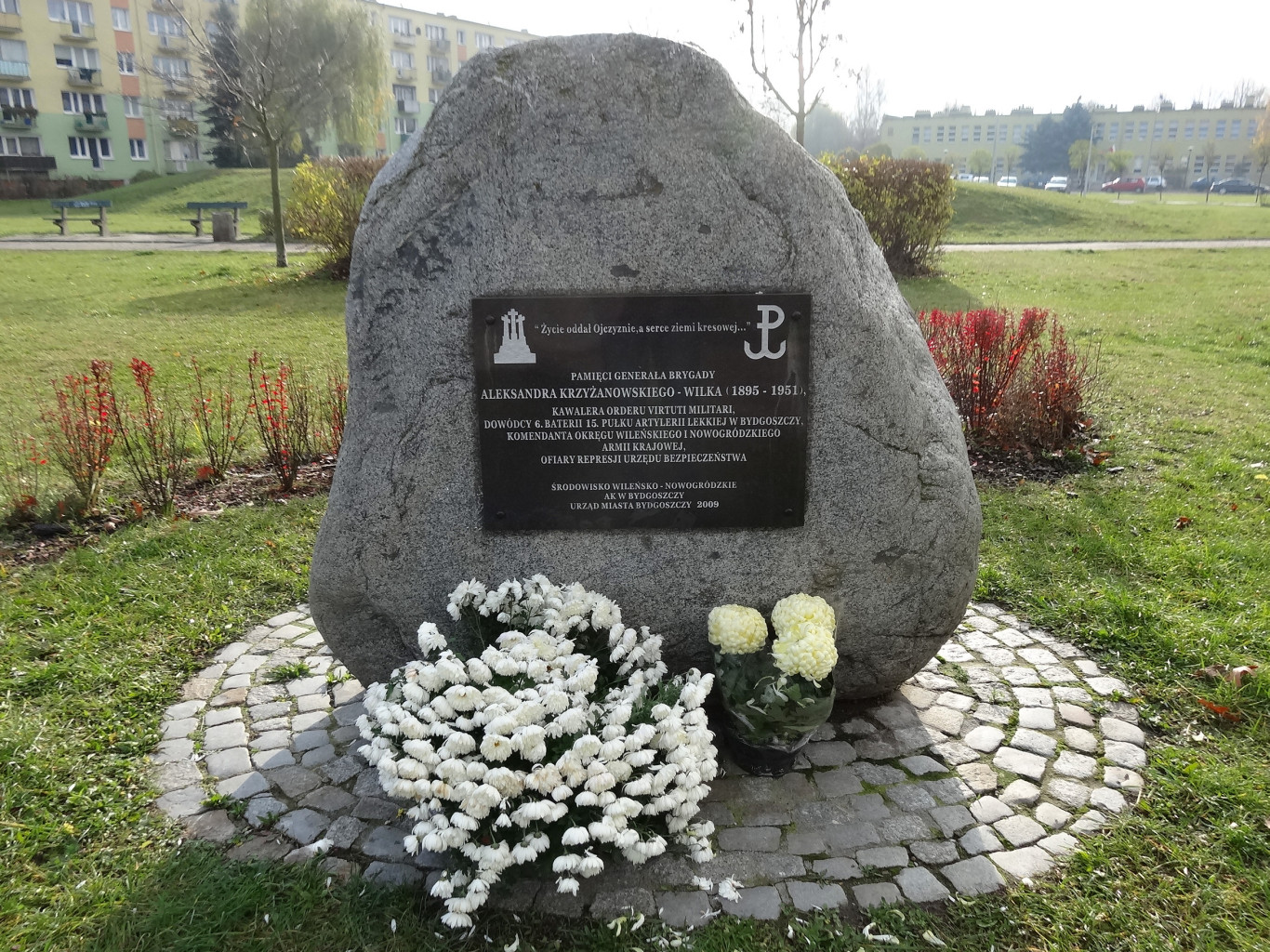
Głaz z tablicą pamiątkową gen. Aleksandra Krzyżanowskiego w Bydgoszczy

W sytuacji niezrealizowania politycznych planów, czyli wystąpienia w zdobytym Wilnie jako gospodarz, ppłk Krzyżanowski postanowił podjąć rozmowy ze stroną sowiecką. Zdecydowanie odmawiał on dalszego pościgu za Niemcami, wstępowania do Armii Polskiej pod dowództwem gen. Zygmunta Berlinga lub rozbrojenia i rozwiązania struktur oraz negował fakt włączenia obszaru Wilna i okolic w granice ZSRR. 12 lipca dostał on zaproszenie do kwatery dowódcy 3 Frontu Białoruskiego gen. Iwana Czerniachowskiego w Smorgoniach. Udał się tam zdobycznym samochodem niemieckim w towarzystwie oficerów swojego sztabu: mjr. Zbigniewa Brodzikowskiego ps. „Rańcza”, mjr. Kazimierza Radzikowskiego ps. „Dąbek” i por. Władysława Kitowskiego ps. „Grom”, a także sowieckiego oficera łącznikowego ppłk. Nikołajewa. Ze strony sowieckiej rozmowy prowadził generał brygady, który jednak nie przedstawił się ani nie określił swojej funkcji. Ppłk Krzyżanowski wystąpił jako „generał Wilk”, prosząc później o akceptację takiego postępowania gen. Bora-Komorowskiego, którego nie otrzymał. Wystąpił on wobec Sowietów z propozycją kontynuowania współpracy wojskowej, pozostając jednak w obszarze Wilna. Ci natomiast chcieli tylko wykorzystać żołnierzy AK jako zwiadowców lub przewodników jednostek frontowych.
Jednocześnie 13 lipca zakończyły się wspólne sowiecko-polskie walki o wyzwolenie Wilna. Następnego dnia doszło do kolejnego spotkania, na którym strona sowiecka nieoczekiwanie zgodziła się na postulat utworzenia z oddziałów AK Okręgów Wileńskiego i Nowogródzkiego samodzielnej jednostki w składzie dwóch dywizji piechoty i zmotoryzowanej brygady kawalerii, pod polskim dowództwem w składzie 3 Frontu Białoruskiego. Uzbrojenie, wyposażenie i wyżywienie dostarczyć miała Armia Czerwona. Do 17 lipca ppłk Krzyżanowski zobowiązał się dostarczyć konkretne propozycje dotyczące organizacji podległych mu oddziałów. Równocześnie do 16 lipca zobowiązał podległe mu oddziały (ok. 5000 żołnierzy) do koncentracji w Puszczy Rudnickiej.
W rzeczywistości propozycja sowiecka była wybiegiem, gdyż prawdopodobnie mieli oni pełny obraz sytuacji (deszyfrowali depesze AK), włącznie z faktem braku rozkazu podążania na Zachód od dowództwa Armii Krajowej oraz postawy gen. „Wilka”, który twierdził, że za żadną cenę nie da się rozbroić. W rejon Wilna zostały przerzucone wojska NKWD na czele z gen. NKWD Iwanem Sierowem. Rano 17 lipca sowiecki oficer łącznikowy przekazał ppłk. Krzyżanowskiemu zaproszenie do podwileńskich Bogusz od gen. I. Czerniachowskiego w celu podpisania ostatecznego porozumienia. Ponieważ polski dowódca zamierzał się tam udać w asyście szwadronu kawalerii, Rosjanin nalegał na pośpiech. Ostatecznie ppłk Krzyżanowski pojechał do Bogusz jedynie ze swoim szefem sztabu mjr. Teodorem Cetysem ps. „Sław” i kierowcą. Na spotkaniu Polacy zostali aresztowani i rozbrojeni. Wieczorem tak samo postąpiono z większością oficerów AK, którzy przybyli w okolice Wołkorabiszek na rzekomą odprawę z komendantem Okręgu.

### Ostatnie lata (1944–1951)
Po aresztowaniu ppłk Krzyżanowski, jako Jan Kulczycki, generał „Wilk”, został przewieziony do więzienia w Wilnie, gdzie umieszczono go wraz z pozostałymi oficerami AK. W trakcie kilku następnych miesięcy był on nieustannie przesłuchiwany. Był on gotowy pójść na ustępstwa wobec Sowietów, ale w zamian chciał uzyskać gwarancje bezpieczeństwa dla ujawniających się żołnierzy AK. W międzyczasie 28 września 1944 Naczelny Wódz, gen. broni Kazimierz Sosnkowski, awansował go na stopień pułkownika.
W maju 1945 płk Krzyżanowski został przewieziony do Moskwy. Po półtorarocznym pobycie w więzieniu na Butyrkach, przeniesiono go w październiku 1946 do obozu NKWD nr 179 w Diagilewie w okolicy Riazania, w którym przebywali żołnierze i oficerowie AK. W lipcu 1947 został z kolei przewieziony i internowany w obozie NKWD nr 150 w Griazowcu w okolicy Wołogdy.
11 sierpnia uciekł z obozu i na początku września dotarł do Wilna. Chciał on legalnie przekroczyć granicę polsko-radziecką, dlatego udał się do pełnomocnika rządu polskiego ds. repatriacji, przed którym ujawnił prawdziwe nazwisko i funkcję z AK. W rezultacie 13 września został ponownie aresztowany przez Sowietów i osadzony w więzieniu na Butyrkach. Wkrótce władze sowieckie dołączyły go do grupy obywateli polskich, mających być odesłanych do Polski.
4 października 1947 znalazł się w kraju. Po powrocie zawsze występował pod własnym nazwiskiem, a ponieważ jego sytuacja materialna była nieuregulowana, to często przenosił się z miasta do miasta. Utrzymywał on też kontakty ze swoimi byłymi podkomendnymi, ale miały one wyłącznie charakter towarzyski. Uważał, że konspiracja nie ma już sensu i może przynieść tylko kolejne aresztowania. Zamierzał poświęcić się wyłącznie życiu rodzinnemu i pracy zawodowej. Wiosną 1948 podjął pracę na stanowisku dyrektora Centralnej Składnicy Rozliczeniowej Akcji Siewnej Dyrekcji Roszarń Lnu i Konopi w Pakości.
3 lipca podczas narady dyrektorów został aresztowany, tym razem przez funkcjonariuszy Ministerstwa Bezpieczeństwa Publicznego. Pod koniec lipca został osadzony w więzieniu mokotowskim w Warszawie. W październiku 1950 – bardzo chory – uczestniczył jako świadek w procesie przeciwko członkom Mobilizacyjnego Ośrodka Wileńskiego Okręgu AK.
Zmarł 29 września 1951 w szpitalu więziennym na gruźlicę. Jego zwłoki zostały w tajemnicy zakopane na terenie Powązek pomiędzy cmentarzami komunalnym i wojskowym.

### Pochówek po ekshumacji w 1957
Po odwilży politycznej października 1956 rodzina i jego byli podkomendni zastanawiali się nad możliwością rehabilitacji „Wilka". Krzyżanowski nie był jednak sądzony, do procesu nie doszło, nie zapadł wyrok. Formalnie więc brak było podstaw do występowania z rewizją. Poza tym uznano, że nie ma go przed kim rehabilitować. Miejsce pochówku ciągle było nieznane, a o jego wskazanie wystąpiła córka generała w styczniu 1957 do Rejonowej Prokuratury Wojskowej w Warszawie, upoważniając mec. Antoniego Pajdaka. Po zapoznaniu się z aktami Naczelna Prokuratura Wojskowa w Warszawie powiadomiła córkę, że sąd nie stawia przeszkód w wydaniu zwłok. Starania o ujawnienie miejsca pogrzebania zwłok „Wilka" podjęli córka oraz jego były podkomendny ppłk Kazimierz Augustowski. Miejsce zakopania ciała wskazał grabarz z Cmentarza Powązkowskiego. Po uzyskaniu zezwolenia 26 kwietnia 1957 przystąpiono do ekshumacji. Miejsce nie było w żaden sposób oznaczone, ale zostało wskazane trafnie. Szczątki Krzyżanowskiego leżały w trumnie bez wieka. „Wilka" rozpoznała po uzębieniu żona, stomatolog. Augustowski rozpoznał natomiast sprzączkę od kanadyjskich butów, które kupił Krzyżanowskiemu po jego powrocie do kraju i strzępy wełnianej koszuli amerykańskiej, którą mu podarował. O ekshumacji wiedział i popierał ją Bolesław Piasecki, przewodniczący Stowarzyszenia PAX. 27 kwietnia 1957 uroczyście przeniesiono szczątki „Generała Wilka" na Cmentarz Wojskowy na Powązkach w Warszawie (kwatera A24-6-12). Jego grób symboliczny znajduje się także w Kwaterze „Na Łączce” tego cmentarza. Nekrologi zawiadamiające o ekshumacji, żałobnej mszy i eksportacji zwłok na cmentarz ukazały się w paksowskim tygodniku „Kierunki" i w dzienniku „Słowo Powszechne" oraz w „Głosie Wielkopolski". Ręcznie pisane klepsydry zostały natomiast nalepione na warszawskich kościołach.
Pogrzeb zgromadził wielu byłych podkomendnych pułkownika Krzyżanowskiego i stał się manifestacją patriotyczną. Według szacunków Służby Bezpieczeństwa na cmentarzu obecnych było około 700–800 osób. Nabożeństwo żałobne celebrował biskup pomocniczy diecezji pińskiej Karol Niemira. Przy grobie „Wilka" przemawiał m.in. płk Jan Mazurkiewicz „Radosław". Na grobie Krzyżanowskiego postawiono żelazny krzyż i tablicę z informacją: „Zginął śmiercią tragiczną w więzieniu mokotowskim". W 1975 żelazny krzyż rodzina zamieniła na grobowiec z piaskowca.

## Ordery i odznaczenia
- Krzyż Srebrny Orderu Virtuti Militari (od KG AK)[9]
- Krzyż Wielki Orderu Odrodzenia Polski (pośmiertnie, 17 maja 2012)[10][11]
- Krzyż Walecznych (po raz pierwszy za wojnę z bolszewikami i jeszcze dwukrotnie w czasie II wojny światowej[12])
- Złoty Krzyż Zasługi (19 marca 1937)[13]
- Medal Niepodległości (9 listopada 1933)[14]
- Medal Pamiątkowy za Wojnę 1918–1921
- Medal Dziesięciolecia Odzyskanej Niepodległości
- Gwiazda Wytrwałości (pośmiertnie, 1983)[15]
- Państwowa Odznaka Sportowa
- Medal 10 Rocznicy Wojny Niepodległościowej (Łotwa)[16]

## Upamiętnienie
W październiku 1989 imię płk Aleksandra Krzyżanowskiego „Wilka” nadano jednej z ulic w Gdańsku-Wrzeszcz oraz ulicy w Klaudynie w gminie Stare Babice. Jest on też patronem trzech szkół: gimnazjum we wsi Kadzidło k. Ostrołęki oraz Szkoły Podstawowej nr 3 w Busku-Zdroju, i Szkoły Podstawowej w Szumiłowie k. Torunia.
Postanowieniem Nr W.111-48-94 prezydenta RP Lecha Wałęsy z dnia 28 września 1994 mianowany został za szczególne zasługi w działalności konspiracyjnej i w walce zbrojnej z niemieckim okupantem, pośmiertnie, do stopnia generała brygady. 27 października 1994 minister obrony narodowej wręczył przyznaną pośmiertnie przez prezydenta RP nominację generalską dla Krzyżanowskiego. Dyplom i czapkę z odpowiednimi dystynkcjami odebrała jego córka, Olga Krzyżanowska.
Jego wizerunek wraz z Maciejem Kalenkiewiczem został umieszczony na rewersie srebrnej monety kolekcjonerskiej o nominale 10 złotych wyemitowanej w 2024 roku przez Narodowy Bank Polski z okazji  80. rocznica operacji „Ostra Brama”.